# Pouchkinskaïa (métro de Moscou)
Pour les articles homonymes, voir Pouchkine (homonymie).
Ne doit pas être confondu avec Pouchkinskaïa (métro de Saint-Pétersbourg).
Pouchkinskaïa (en russe : Пу́шкинская et en anglais : Pushkinskaya) est une station de la ligne Tagansko-Krasnopresnenskaïa (ligne 7 mauve) du métro de Moscou, située place Pouchkine sur le territoire de l'arrondissement Tverskoï dans le district administratif central de Moscou. Elle est notamment proche du café Pouchkine.

## Situation sur le réseau
Établie en souterrain, à 51 mètres sous le niveau du sol, la station Pouchkinskaïa est située au point 013+43,8 de la ligne Tagansko-Krasnopresnenskaïa (ligne 7 mauve), entre les stations Barrikadnaïa (en direction de Planernaïa) et Kouznetski Most (en direction de Kotelniki).

## Histoire
La station tient son nom du poète russe Alexandre Pouchkine.